# 基因型频率
在群体遗传学中基因型频率指在一个种群中某种基因型的所占的百分比。
它可以这样表示：
{\displaystyle f(\mathbf {AA} )}
比较等位基因频率。
哈蒂－温伯格定律预测在特定条件下得知等位基因频率时可以这样计算基因型频率：（p为A的等位基因频率，q为a的等位基因频率）
{\displaystyle f(\mathbf {AA} )=p^{2}}
{\displaystyle f(\mathbf {Aa} )=2pq}
{\displaystyle f(\mathbf {aa} )=q^{2}}
基因型频率可以用de Finetti 图表来表示。